# Rodrigo Muñoz
Rodrigo Martín Muñoz Salomón (Montevideo, 1982. január 22. –) uruguayi válogatott labdarúgó, jelenleg a Club Libertad játékosa.

## Sikerek
Nacional
- Uruguayi bajnok (2): 2008–09, 2010–11

## Fordítás
Ez a szócikk részben vagy egészben  a   Rodrigo Muñoz című angol Wikipédia-szócikk fordításán alapul.  Az eredeti cikk szerkesztőit annak laptörténete sorolja fel. Ez a jelzés csupán a megfogalmazás eredetét és a szerzői jogokat jelzi, nem szolgál a cikkben szereplő információk forrásmegjelöléseként.